# ویتالی سوروکین
ویتالی سوروکین (به انگلیسی: Vitaly Sorokin) (زادهٔ ۸ دسامبر ۱۹۳۵) شناگر اهل شوروی است.